# Cipriano y Justina
Los Santos Cipriano y Justina son venerados como cristianos de Antioquía de Pisidia por la Iglesia ortodoxa y por la Iglesia católica.
Durante la persecución de Diocleciano contra los cristianos, Cipriano y Justina sufrieron el martirio en Nicomedia (actual İzmit, Turquía) el 26 de septiembre, fecha en la que se conmemora su festividad. 
En la cultura popular San Cipriano es venerado como un santo propicio para deshacer hechicerías y trabajos de magia negra.

## Hagiografía

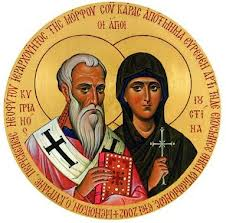
San Cipriano y Santa Justina en un icono del cristianismo oriental.

La hagiografía de los santos Cipriano y Justina pudo haber surgido tan pronto como en el siglo IV, pues es mencionada por san Gregorio Nacianceno y Prudencio; ambos, no obstante, han confundido a san Cipriano de Antioquía con san Cipriano de Cartago, un error repetido con frecuencia. La historia aparece en griego y latín en Acta sanctorum septiembre, VII. Se publicaron también versiones en antiguo siriaco y etiópico.
La leyenda se encuentra también, con descripciones difusas y diálogos, en la obra del hagiógrafo bizantino Simón Metafraste, así como en un poema de la emperatriz Elia Eudocia, titulado De sancto Cipriano.
Algunos estudiosos ven en la figura de Cipriano un prototipo místico de la leyenda de Fausto.[cita requerida]

### Infancia de San Cipriano
Se supone que Cipriano fue consagrado por sus padres al nacer a la diosa Afrodita, y de ahí el origen de su nombre, que en griego es Κύπριος y en latín Cyprianus, por la isla de Chipre, en cuyas orillas se dice que nació la referida diosa del amor y la belleza, llamada también Cipris. Al parecer, la familia de Cipriano pertenecía a una larga tradición de magos y sacerdotes paganos.
El padre de Cipriano quería que su hijo fuese sacerdote del templo de Zeus por lo que le dio una educación esmerada. Ya desde pequeño, Cipriano leyó la Vida de Apolonio de Tiana, de Filóstrato de Atenas. A los cinco años fue consagrado en el templo de Apolo, y a los diez en los de Démeter y Perséfone. También pudo tener acceso a la Historia Natural de Plinio el Viejo, y al pasaje referido al dios único. [cita requerida]

### Juventud y viajes de San Cipriano
En su juventud, Cipriano pudo haber sido iniciado en los misterios de Mitra, Orfeo e Isis, además de los grandes misterios eleusinos. Aunque la instrucción mágica de Cipriano se encaminó primero por la teurgia (rama benéfica y «blanca» de la magia griega), pronto se desvió hacia la goecia, una rama mucho más tenebrosa y oscura. Los lugares que visitó Cipriano durante su instrucción como mago no resultan claros, pero pudo haber ido a Caldea, en donde recibió instrucción astrológica y numerológica. También pudo haber llegado hasta Alejandría, en Egipto, e incluso hasta Menfis, en donde se completaría su instrucción en lo relativo a invocaciones, pactos y comunicación con los demonios. Se consagró al demonio, e Incluso existe la versión de que llegó a la actual Salamanca, en España.

### San Cipriano conoce a Santa Justina

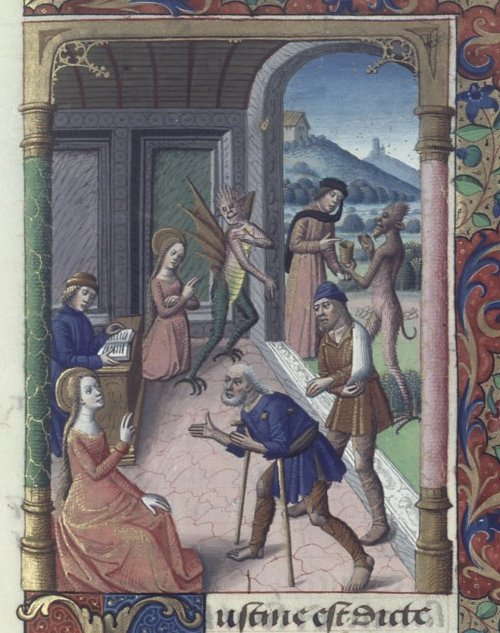
Cipriano intentando conquistar a Justina con la ayuda del demonio, según un manuscrito del de la Leyenda dorada.

Al cumplir treinta años, Cipriano regresó a Antioquía de Pisidia, su ciudad natal, en la que se desempeñó como brujo, alcanzando gran notoriedad entre la población. En Antioquía se retiró a una cueva, donde se dice que, por medio de oscuros rituales que incluían sacrificios animales y humanos, logró entrar en contacto con el Maligno, quien le dictó gran parte de lo que consignaría en los manuscritos que posteriormente formarían su grimorio, conocido como Libro de San Cipriano.
La leyenda afirma que un día, mientras Cipriano salía del templo de Mercurio, se le acercó un joven llamado Agladio (o Agladas, según el De Sancto Cipriano), quien le pidió que le consiguiera el amor de una joven hermosa y virgen, llamada Justina, hija de Edesio y Cledonia. Justina era cristiana y por intermedio suyo sus padres se habían convertido también al cristianismo. Cipriano le prometió a Agladio que muy pronto obtendría el amor de Justina; sin embargo, luego de ver a la muchacha, quedó prendado de su belleza y desde ese momento la quiso solo para sí.
Luego de mucho intentarlo sin éxito, Cipriano preguntó a los demonios cuál era la razón por la que sus hechizos no conseguían el amor de la muchacha; entonces Lucifer en persona le dijo que la razón era la fe de Justina en Jesucristo y una marca de la Cruz de San Bartolomé que ella tenía en una mano.

### Conversión de San Cipriano al cristianismo
Luego de saber la causa de su fracaso, Cipriano decidió convertirse a la fe en Jesucristo (obviamente, siendo tentado a "desesperar de su salvacion"). Justina lo acogió con dulzura y lo puso bajo la tutela del obispo Eusebio. En poco tiempo, Cipriano llegó a ser diácono, sacerdote y finalmente obispo de Antioquía. El joven Agladio también se convirtió al cristianismo, donó todos sus bienes a los pobres y llevó desde entonces una vida de castidad y humildad.

### Martirio y muerte de los Santos Cipriano y Justina

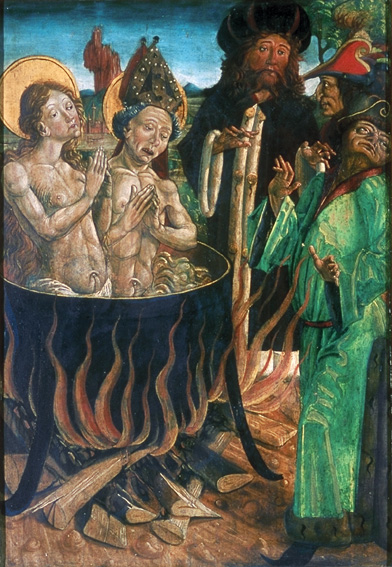
Martirio de los Santos Cipriano y Justina en la marmita de agua hirviendo.

Cipriano se dedicó a predicar el cristianismo, ganando multitud de adeptos en poco tiempo. Esto llegó a oídos del emperador Diocleciano cuando éste ofrecía sacrificios a Apolo en la ciudad de Nicomedia. Sus consejeros le informaron que Cipriano predicaba la existencia de un único dios, afirmando que los otros dioses eran demonios, y que además no se debía rendir culto al emperador. Diocleciano ordenó el arresto inmediato de Cipriano, y por consejo de Eutolmio, gobernador de Antioquía, fue arrestada también Justina, que por entonces ya dirigía un convento.
Cipriano y Justina fueron conducidos al tribunal de Capadocia, donde se negaron a renunciar a su fe, afirmando que el único dios verdadero era el dios de los cristianos. El juez los condenó entonces a ser azotados primero y despellejados después; luego, un sacerdote del dios Marte, llamado Atanasio, convenció al juez de que los hiciera arrojar a una marmita con agua hirviendo. Sin embargo, según la leyenda, en esa ocasión no sufrieron quemaduras debido a un milagro de Dios. Finalmente, el juez decidió enviarlos a Nicomedia para que fuera el mismo emperador quien decidiera su suerte.
En el año 304 Diocleciano ordenó que Cipriano y Justina fueran decapitados a orillas del río Galo. En el momento de la ejecución, un cristiano llamado Teoctiso corrió a abrazar a Cipriano, por lo que fue ejecutado también. Los cuerpos fueron custodiados por soldados romanos para evitar que los cristianos se los llevasen. Sin embargo, pasados seis días, un grupo de cristianos logró llevarse los huesos y trasladarlos hasta Roma, en donde fueron puestos al cuidado de una dama cristiana llamada Rufina. Años después, los restos fueron llevados a la iglesia de San Juan de Letrán.

## Veneración y celebración litúrgica
Su fiesta apareció en el santoral católico para celebrarse en el rito romano el día 26 de septiembre desde el siglo XIII hasta 1969, cuando fue quitada del calendario litúrgico debido a la falta de evidencia histórica de su existencia. Sus nombres fueron también eliminados de la posterior revisión (2001) del Martirologio romano, la lista oficial pero incompleta de santos reconocida por la iglesia católica. El Martirologio romano, sin embargo, incluye cinco santos llamados Cipriano y dos con el nombre de Justina. Por otra parte, la religión Umbanda tomó la figura de San Cipriano y, en un proceso de sincretismo, se lo asignó como jefe del pueblo africano bahiano y de una corte de espíritus propicios para deshacer hechicerías y trabajos de magia negra.
Los católicos tradicionalistas siguen celebrando la memoria de estos mártires con una conmemoración en su fiesta de "Sts Isaac Jogues, John de Brebeuf and Companions, Martyrs" (los mártires de Norteamérica) el 26 de septiembre.
En España se encuentran varios templos de culto a Cipriano y Justina, como la antigua iglesia de la cueva de Salamanca, la capilla a San Ciprán situada San Pedro de Tomeza o la ermita de San Cebrià i Santa Justina en Barcelona.

## Repercusión

### Libro de San Cipriano
El grimorio titulado Libro de San Cipriano, que lleva por subtítulo El tesoro del hechicero, contiene oraciones, hechizos, jerarquías infernales y sellos demoníacos. Es ampliamente conocido en el mundo de habla hispana y portuguesa. Se dice que fue escrito en antiguos pergaminos hebreos entregados por demonios al monje alemán Jonás Sufurino.

### De Sancto Cipriano

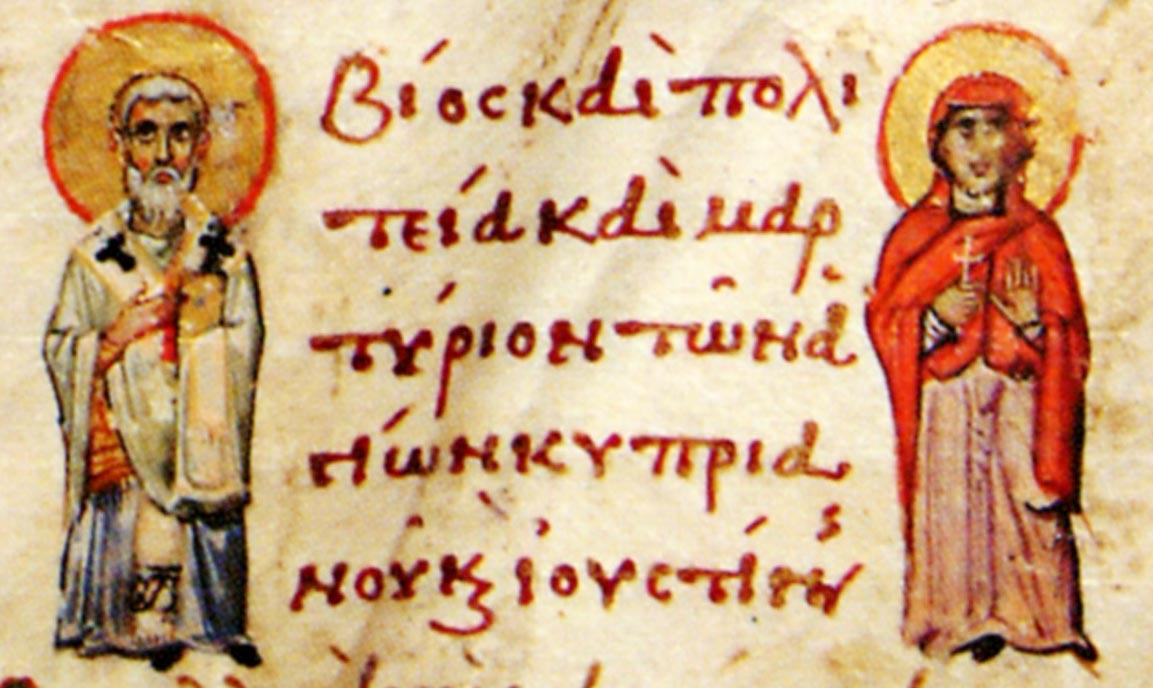
Los santos Cipriano y Justina en un manuscrito bizantino del.

La emperatriz romana Elia Eudocia, esposa de Teodosio II, escribió una hagiografía de San Cipriano en verso, titulada De Sancto Cipriano, un extenso poema de tipo épico con evidentes influencias estilísticas de la obra de Homero.

### Oración devotísima de San Cipriano
Es una plegaria impresa en pliego entre 1631 y 1634 que fue prohibida por la Inquisición española. La oración había sido tomada del Liber exorcismorum cum adversus tempestates et daemones, de Cristóbal Lasterra, clérigo navarro y comisario del Santo Oficio. La oración fue masivamente difundida en su época debido a su precio accesible. El motivo de la censura y persecución fue su contenido plagado de invocaciones de dudosa ortodoxia, que hacían referencia más a la piedad popular que a la doctrina oficial.

### El mágico prodigioso
El escritor español Pedro Calderón de la Barca tomó la historia de los santos Cipriano y Justina como la base para su drama El mágico prodigioso, compuesto en 1637 y estrenado en la villa de Yepes (Toledo).

### Millonario de San Ciprián
Es un folleto burlesco publicado en La Coruña a mediados del siglo XIX, editado por Adolfo Ojarak, que ofrece una lista de supuestos tesoros escondidos por los romanos y los moros.

### Cyprianus
Cyprianus es el nombre que recibe en las tradiciones escandinavas de magia popular, el Libro negro (Svarteboken): un grimorio o manuscrito que recopila hechizos, y por extensión a la tradición mágica de la cual dichos hechizos forman parte. No existe ningún texto único llamado Cyprianus, sino que se trata de un nombre genérico que se daba a las colecciones de hechizos.

### Libro de la vida de San Cipriano el Mago
Es una breve biografía de San Cipriano escrita por el investigador colombiano Andrés Camilo Bohórquez Roa.